# جامعة لا لاغونا
جامعة لا لاغونا أو اللغونة (الإسبانية: Universidad de La Laguna) هي جامعة بحثية عامة تقع في سان كريستوبال اللغونية، في جزيرة تنريفة في إسبانيا وهي الأقدم جزر الكناري.
دخلت جامعة لا لاغونا في تصنيف أفضل 500 جامعة في العالم حسب تصنيف شنغهاي عام 2015 لأنها واحدة من جامعتين كناريتين حكوميتين تقومان بذلك. بالإضافة إلى ذلك فإن تصنيف لَيدن الذي أعده مركز دراسات العلوم والتقانة التابع لجامعة لَيدن في هولندا قد صنف جامعة لا لاغونا الجامعة الإسبانية بالدرجة الأولى في التعاون العلمي. وفي الوقت نفسه عامَ 2016 اعُترِف بجامعة لا لاغونا ثاني أفضل الجامعات في إسبانيا في العلوم الإنسانية وفقًا لمسح أجرته مؤسسة إفِرِيس.
وضع تصنيف الجامعات والكليات عام 2018 جامعة لا لاغونا في المركز 446 من جامعات العالم وفي المرتبة 13 بين الجامعات الإسبانية. ترتيب كليات مثل الفيزياء في المرتبة 134 على مستوى العالم وتقع كلية الرياضيات بين 401 و 500 من أفضل الجامعات في العالم وكلية الطب بين 200 من أفضل الجامعات في العالم وفقًا لـ ترتيب شنغهاي.
في عام 2019 ، وضع تصنيف التقرير الأخبار والعالم الأمريكي جامعة لا لاغونا أول جامعة إسبانية في علوم الفضاء والمرتبة 53 عالميًا بين 250 جامعة جرى بيان وضعها.
تضم جامعة لا لاغونا 13 معهدًا للبحوث الجامعية. معاهد البحث الجامعي هي مراكز ذات صلة ونشاط مكرس للبحث العلمي والتقني والفني. يشتهر معهد الكناري للفيزياء الفلكية والمعهد الجامعي لأمراض المناطق المدارية والصحة العامة في جزر الكناري عالميًا.

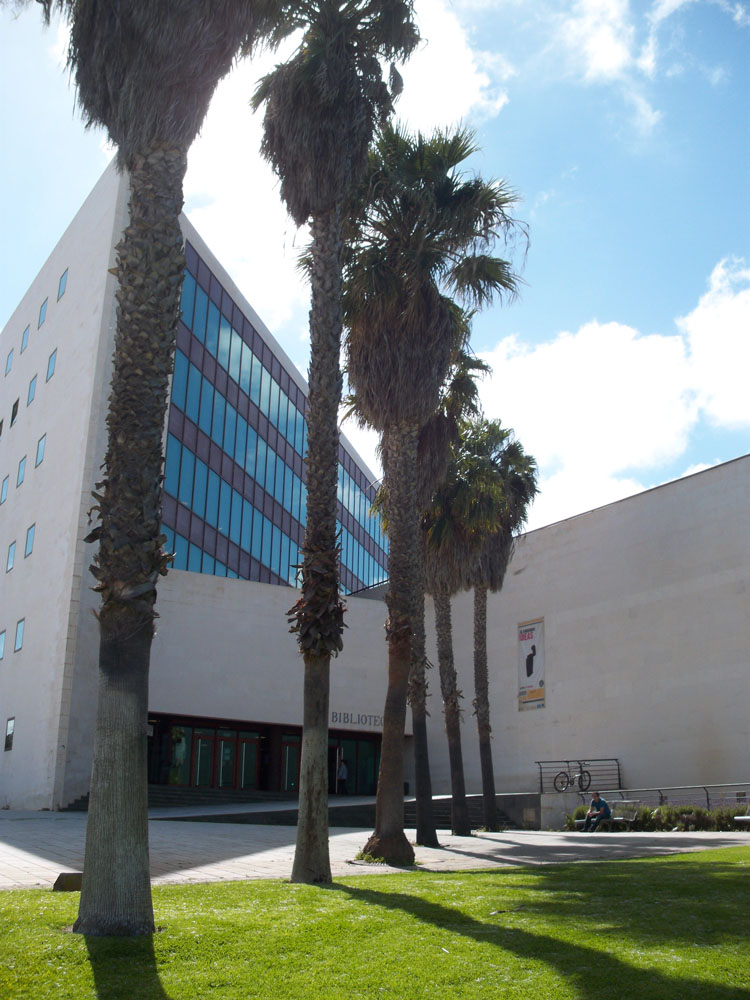
في حرم الجامعة